# Biserica de lemn din Valea Semanului
Biserica de lemn din Valea Semanului este un monument istoric aflat în localitatea Valea Seman din cadrul orașului Urlați. În Repertoriul Arheologic Național, monumentul apare cu codul 131782.01.